# 島倉学
島倉 学（しまくら まなぶ、本名同じ、1978年4月13日 - ）は、日本の歌手、俳優である。島倉音楽事務所 (Shimakura Music Office) 所属。
劇団スーパー・エキセントリック・シアターアクターズコースの歌唱講師でもあり、専属ボイストレーナーとしてプロアーティストを専門に歌唱・演技指導を務める。
富山県富山市出身。国立音楽大学音楽学部声楽学科卒業。元劇団四季研究生。1995年度の富山県青少年音楽コンクールの声楽部門で優秀賞を受賞し、北日本新聞に掲載された。

## 出演

### テレビドラマ
- ミステリー民俗学者 八雲樹 第5話・第6話（2004年、テレビ朝日）
- 水曜ミステリー9 クラブママ立花小夜子シリーズ（2006年、テレビ東京） - ホスト 役

### 映画
- 交渉人 真下正義（2005年5月7日公開）

### コンサート
- 富山県高岡市 第99回サロンコンサート「秋のひととき 美しい調べのせて」[1]（2007年10月8日）